# جواز سفر روماني
جواز السفر الروماني هو وثيقة السفر الدولية التي تصدر لمواطني رومانيا، ويمكن أن تكون أيضا دليلا على الجنسية الرومانية. إلى جانب تمكين حاملها من السفر دوليا، وجواز السفر الروماني يسهل عملية تأمين المساعدة من موظفي القنصلية الرومانية في الخارج أو غيرها من الدول الأعضاء في الاتحاد الأوروبي إذا كانت القنصلية الرومانية غائبة، إذا لزم الأمر.

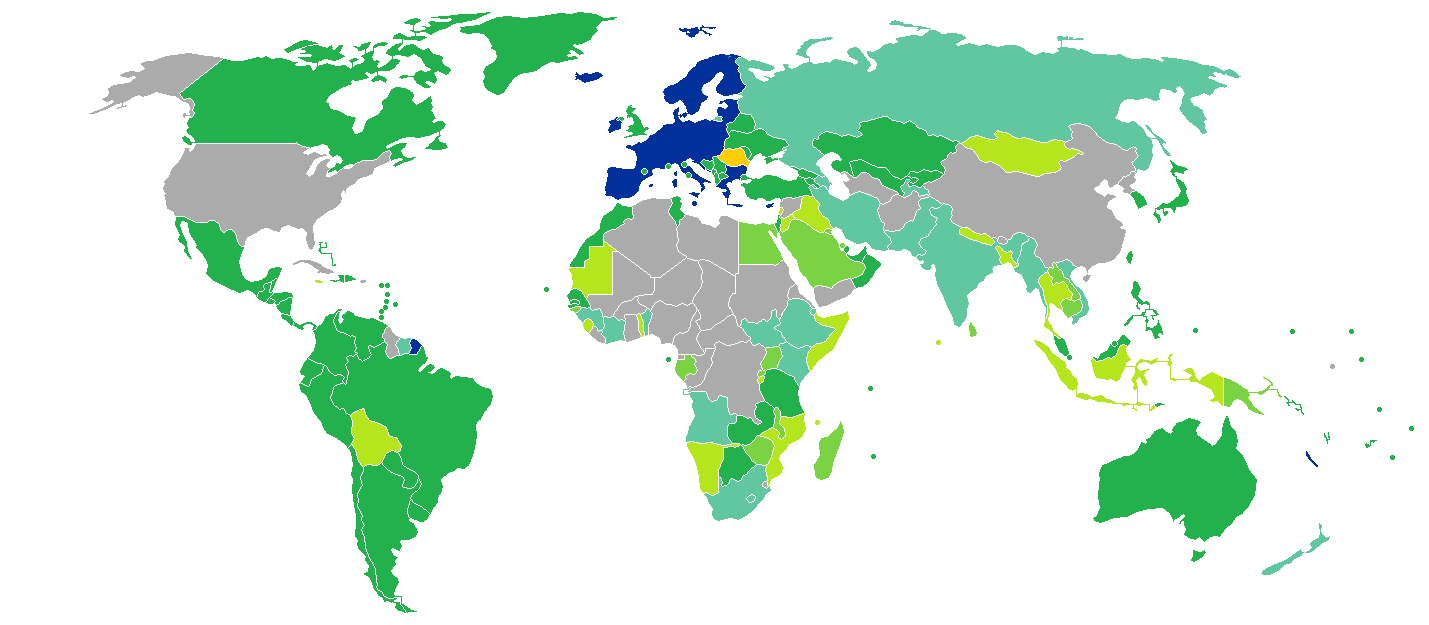
البلدان والأقاليم التي لا تفرض تأشيرة أو تطلب تأشيرة دخول عند الوصول للجهة، لحاملي جوازات السفر الرومانية العادية.

اعتبارًا من أبريل 2021 كان المواطنون الرومانيون يتمتعون بدخول 174 دولة وإقليم بدون تأشيرة أو تأشيرة عند الوصول، مما يجعل جواز السفر الروماني يتحتل المرتبة الخامسة عشر من حيث حرية السفر. يمكن للمواطنين الرومانيين العيش والعمل في أي دولة من دول الاتحاد الأوروبي بسبب بند حرية الحركة والإقامة الممنوحة في المادة رقم 21 من معاهدة الاتحاد الأوروبي. 

## التاريخ

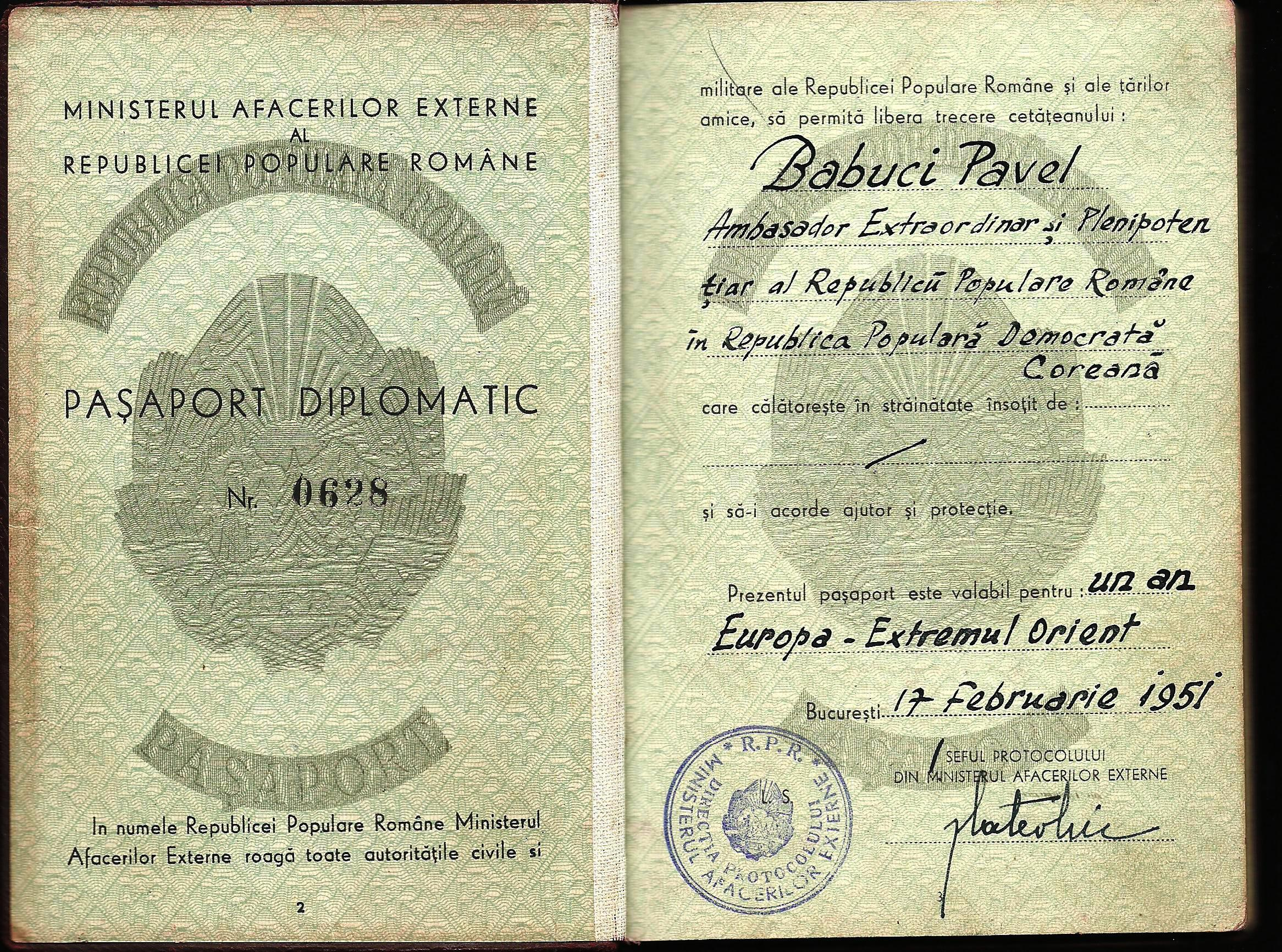
- جواز سفر روماني من فترة الحرب الباردة استخدمه السفير المقيم في كوريا الشمالية (1951)

كان على الأجانب الذين يسافرون إلى رومانيا الحصول على تأشيرة دخول من القنصلية الرومانية والتي كانت موجودة في أجي حيث يصدر بعد ذلك جوازلسفر يمكن المسافر من التنقل إلى أي مكان في البلاد.
كان يصدر باسم الملك جوازات سفر أرجوانية فاتحة تصدرها وزارة الداخلية وحكام المقاطعات وكانت بطاقة صغيرة محمولة مقاس 9 سم (4 بوصات) 13 سم (5 بوصات) وتتكون من 20 صفحة مرقمة. استمر تطور جوازات السفر في الفترة التي سبقت وأثناء الحرب العالمية الثانية، عندما أصدرت أنواع جديدة من جوازات السفر العادية والخدمية والدبلوماسية.

### الجمهورية الشعبية الرومانية
أدت التغييرات السياسية والاجتماعية التي حدثت مع إعلان جمهورية رومانيا الاشتراكية في 30 ديسمبر 1947 إلى قيام السلطات في ذلك الوقت بإصدار جوازات سفر متداولة باسم جديد للدولة وشعار جديد.

### العصر الحديث

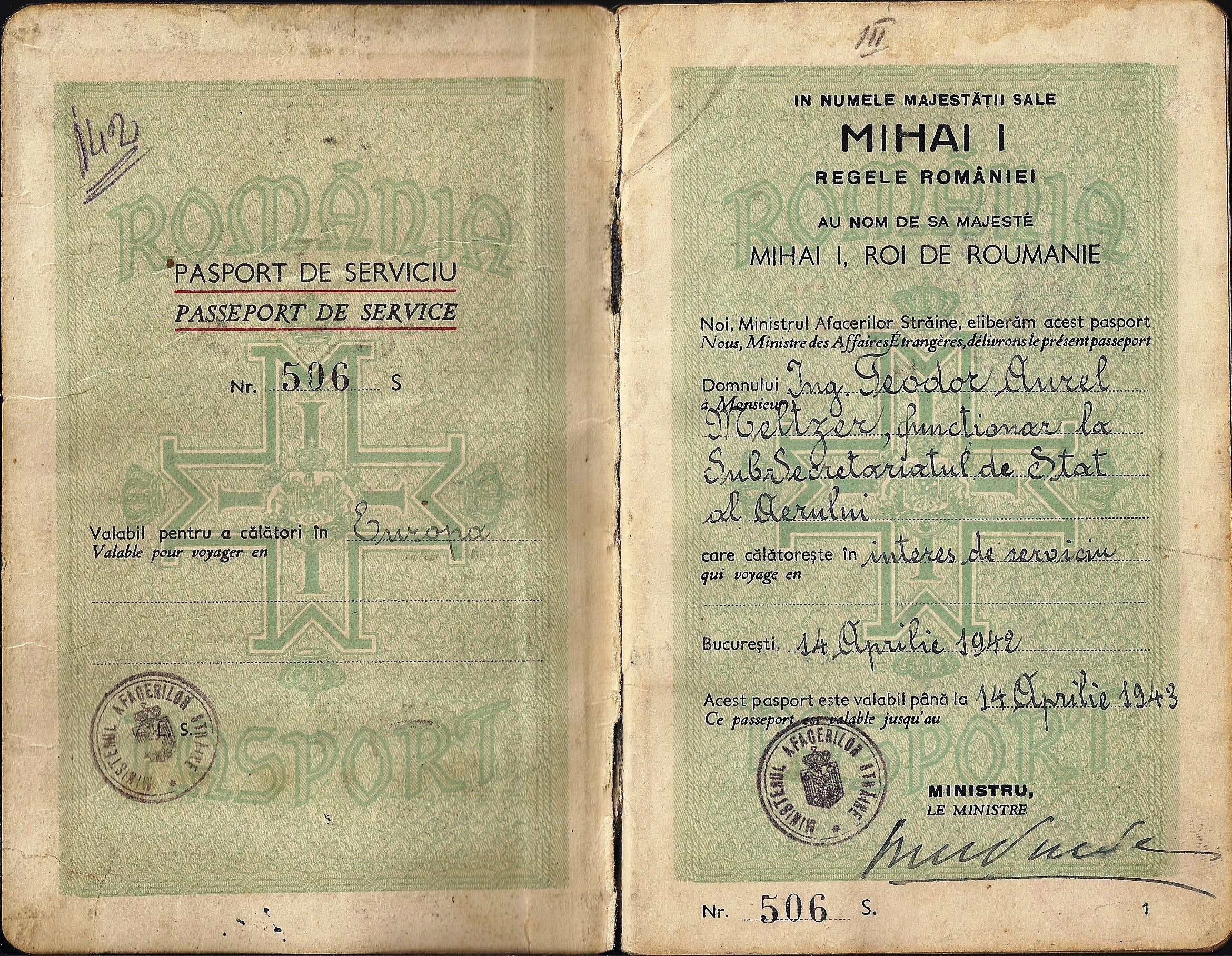
جواز سفر روماني أصدر لمسؤول في وزارة الطيران (1942)

بعد الثورة الرومانية عام 1989 وانهيار الشيوعية فتحت السلطات الرومانية حدود البلاد مما أدى إلى نزوح المواطنين الرومانيين الراغبين في السفر إلى الخارج. وفقًا لقرار الحكومة رقم 757 المؤرخ في 30 ديسمبر 1993 بدأ إصدار جواز سفر جديد في يونيو 1994.
أصدر جواز سفر جديد في عام 2019. يحتوي التصميم الجديد على شعار الدولة ثلاثي الأبعاد والذي يوجد فيه على رأس النسر تاج. في الصفحة 16 يجب على حامل جواز السفر استكمال التفاصيل الخاصة بأحد الأقارب أو الأصدقاء الذين يمكن الاتصال بهم في حالة وقوع حادث: الاسم الكامل والعنوان والهاتف.

## المعرض

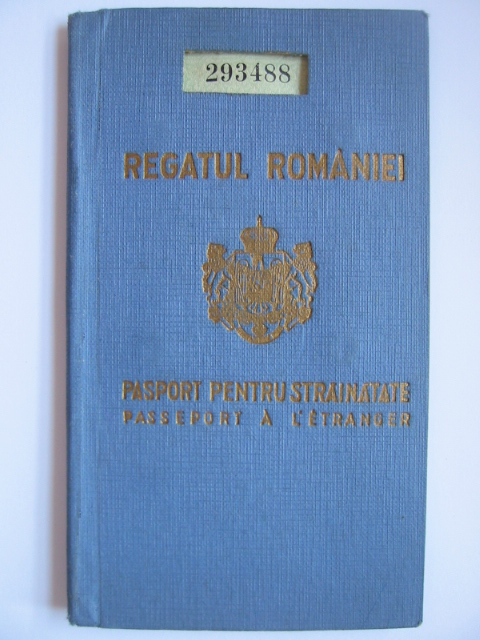
جواز سفر مملكة رومانيا (1932-1947)
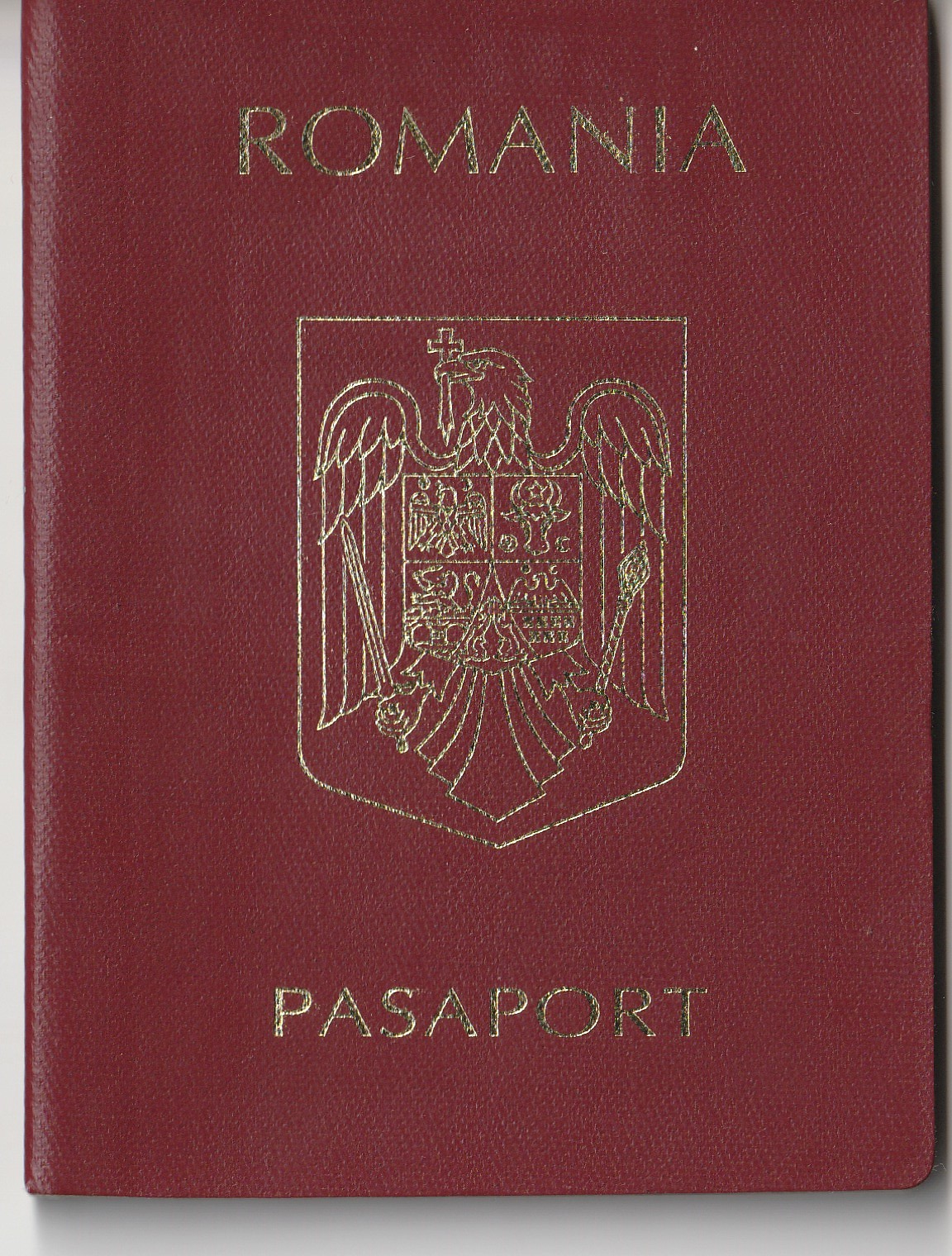
جواز سفر روماني صادر في يناير 2000 (يونيو 1994 - يناير 2002)
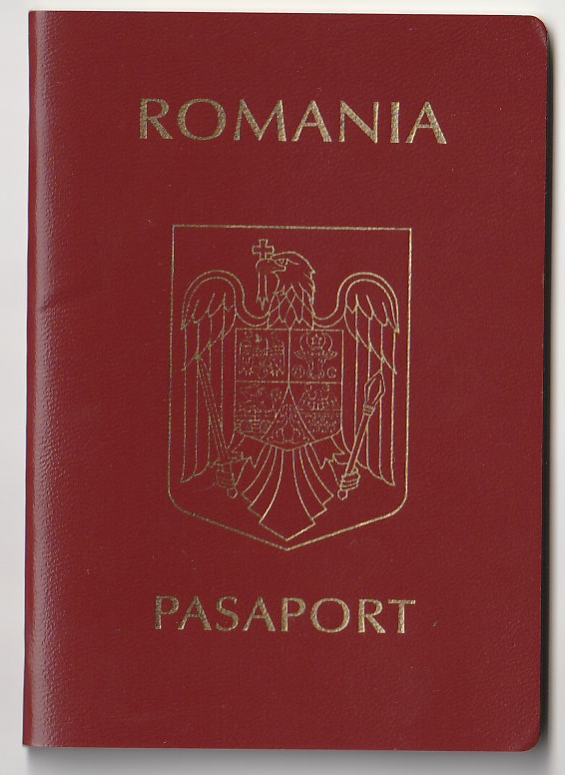
جواز سفر روماني صادر في يونيو 2007 (يناير 2002 - ديسمبر 2008)
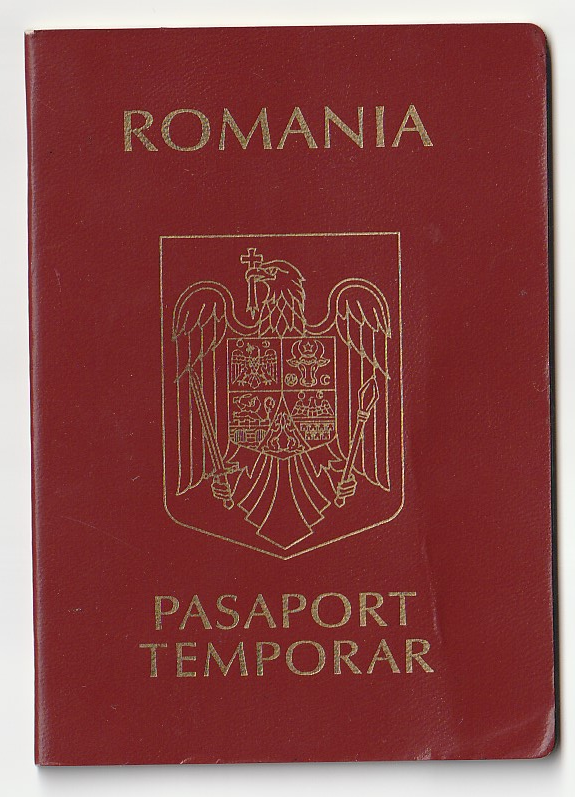
أصدر جواز السفر الروماني المؤقت في نوفمبر 2011
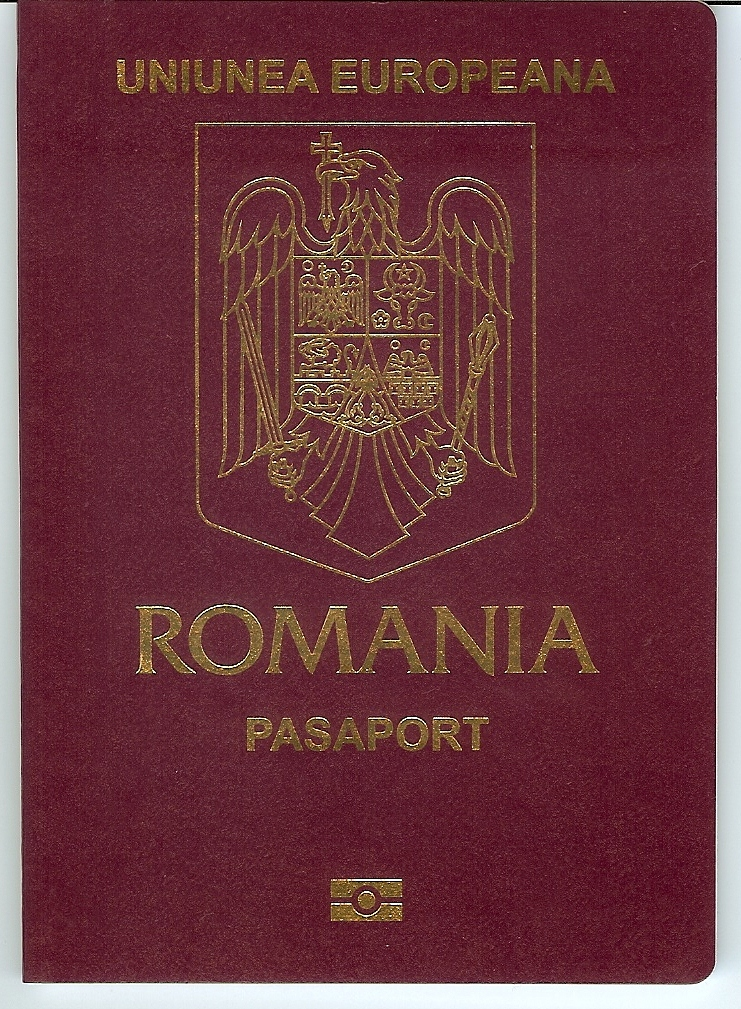
جواز سفر الروماني الإلكتروني (2008-2011)
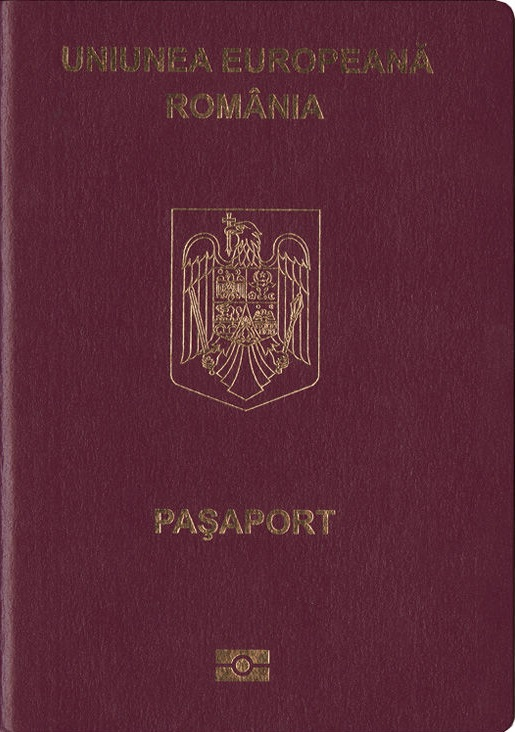
جواز السفر الروماني الإلكتروني (2011-2020)